# 燕坊村
燕坊村位于中国江西省吉安市吉水县金滩镇。是中国历史文化名村。原名鄢家坊，距吉安市15公里，位于吉水县赣江西岸。现有160余户人家，600多人，以鄢姓居多。